# Franz Berger (zapaśnik)
Franz Berger (ur. 24 stycznia 1940 w Wals; zm. 8 grudnia 2012 tamże) – austriacki zapaśnik walczący w obu stylach. Czterokrotny olimpijczyk. Zajął dziewiętnaste miejsce na turnieju w Rzymie 1960 w stylu wolnym a dwudzieste pierwsze w stylu klasycznym. Na kolejnych igrzyskach walczył już tylko w stylu klasycznym. Siódmy w Meksyku 1968; jedenasty w Monachium 1972 i odpadł w eliminacjach turnieju w Tokio 1964. Startował w kategoriach 70–74 kg. Zajął piąte miejsce na mistrzostwach świata w 1966. Został brązowym medalistą mistrzostw Europy w 1970; czwarty w 1967 roku.
Zdobył 36 tytułów mistrza Austrii, w tym 27 jako senior.
- Turniej w Rzymie 1960 – styl wolny

Przegrał z zawodnikiem ZPA Coenraadem de Villiersem i Japończykiem Yutaka Kaneko.
- Turniej w Rzymie 1960

Zwyciężył Juana Rolóna z Argentyny i zawodnika ZEA As-Sajjida Hasana Alego Rifa’i. Przegrał z Turkiem Mithatem Bayrakiem.
- Turniej w Tokio 1964

Przegrał z Jugosłowianinem Stevanem Horvaten i Niemcem Franzem Schmittem.
- Turniej w Meksyku 1968

Wygrał z Peterem Nettekovenem z RFN i Toshiro Tashiro z Japonii. Uległ Danielowi Robinowi z Francji i Ionowi Ţăranu z Rumunii.
- Turniej w Monachium 1972

Pokonał Constanta Bensa z Belgii. Przegrał z zawodnikiem radzieckim Wiktorem Igumenowem i Petrosem Galaktopoulosem z Grecji.